# Partei zur Förderung der Vereinigung Chinas
Die Partei zur Förderung der Vereinigung Chinas (chinesisch 中華統一促進黨, Pinyin Zhōnghuá Tǒngyī Cùjìn Dǎng, englisch Chinese Unification Promotion Party, CUPP), auch kurz Vereinigungspartei (統促黨,  Tǒng Cù Dǎng, englisch Unionist Party, Unification Party) ist eine kleine politische Partei in der Republik China (Taiwan). Sie tritt für die Vereinigung Taiwans mit der Volksrepublik China nach dem von Peking propagierten Modell „Ein Land, zwei Systeme“ ein. Die Partei hat enge Verbindungen zur Volksrepublik China und ihr werden auch enge Kontakte zur organisierten Kriminalität nachgesagt.

## Parteigeschichte

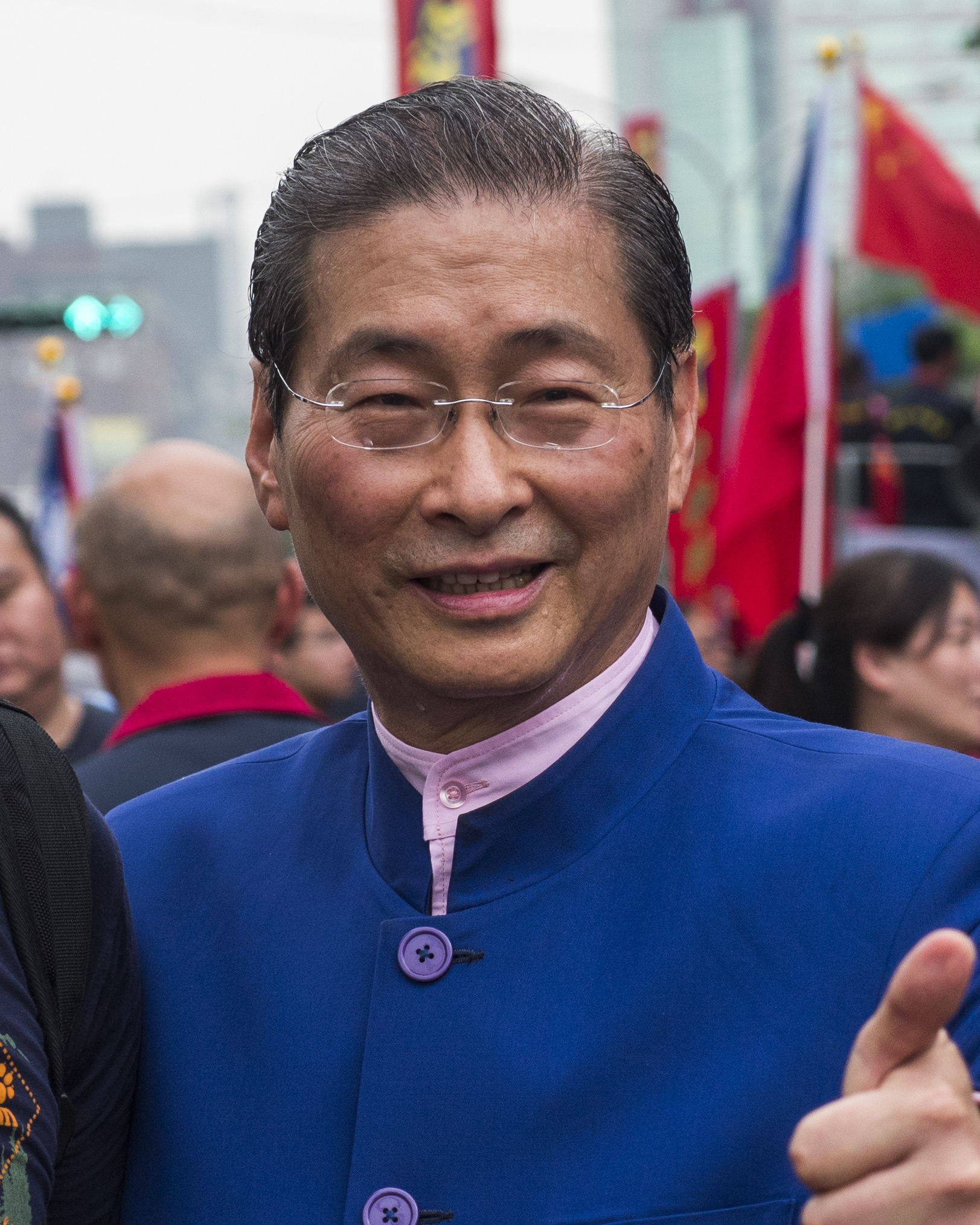
Chang An-Lo, der Parteivorsitzende (2017)

Die Partei wurde 2004 in Shenzhen durch Chang An-Lo gegründet. Der Parteigründer Chang hatte eine langjährige kriminelle Vergangenheit. Er war Anführer des Bambus-Geheimbunds (竹联帮,  Zhū liánbāng), einer der größten Triaden in Taiwan gewesen und hatte daher auch seinen Beinamen „Weißer Wolf“ (白狼,  Bái láng) erhalten. Die Triade war jahrelang in diverse kriminelle Aktivitäten, wie Entführungen, Drogenschmuggel, Erpressung etc. involviert. Sie war auch für die Ermordung des im Exil in Kalifornien lebenden taiwanischen Oppositionellen Henry Liu (Liu Yiliang) 1984 verantwortlich. Am 17. Dezember 1986 verurteilte ein kalifornisches Gericht Chang wegen Drogenschmuggels zu 15 Jahren Haft. Nach 10 Jahren verbüßter Haft und Untersuchungshaft wurde Chang nach Taiwan abgeschoben, wo er erneut zum Führer der Triade avancierte. 1996 floh er nach Festlandchina, um einer drohenden Verhaftung wegen verschiedener Vergehen in Taiwan zu entgehen. Trotz seines Quasi-Exils in Festlandchina behielt er weiterhin noch Einfluss in Taiwan. Als 1998 einer seiner Söhne bei einer Messerstecherei in einer Karaoke-Bar in Taipeh starb, erschienen zu dessen Begräbnis mehr als 2000 Personen, darunter mutmaßliche Bandenmitglieder, Geschäftsleute und Politiker. Der zugehörige Autokorso mit etlichen Luxuslimousinen erstreckte sich über mehr als einen Kilometer Länge.
In Shenzhen gründete Chang 2004 die CUPP mit dem erklärten Ziel, die friedliche Vereinigung Taiwans mit China zu befördern. 
Am 29. Juni 2013 wurde Chang bei der Einreise nach Taiwan kurzzeitig festgenommen und auf Kaution wieder entlassen. Seither ist die CUPP in der taiwanischen Politik aktiv.

## Vorfälle und Kontroversen

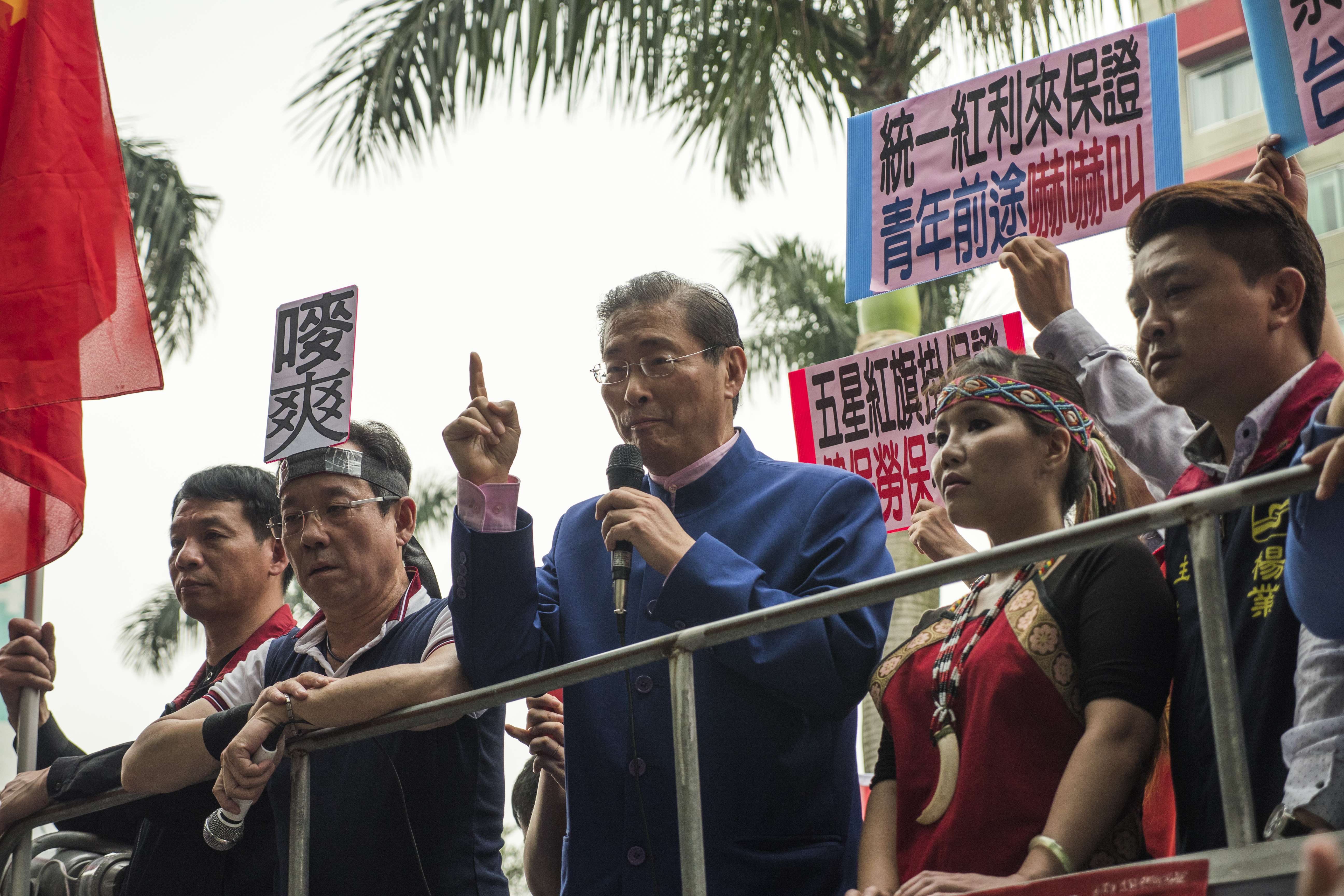
Veranstaltung der CUPP

Die Partei ist wiederholt durch medienwirksame und kontroverse Aktionen aufgefallen.
Am 7. Januar 2013 bedrohten CUPP-Mitglieder am Flughafen Taiwan Taoyuan prominente Demokratie-Aktivisten aus Hongkong, die zu einem Besuch nach Taiwan kamen.
Auf einem Musikfestival am 24. September 2017 attackierten CUPP-Mitglieder, darunter Chang Wei, der Sohn des Parteigründers, Studenten der Nationaluniversität Taiwan (NTU) und mussten sich anschließend dafür vor Gericht verantworten. Am 11. Juni 2017 erschienen etliche CUPP-Mitglieder als ungebetene Gäste auf einer Hochzeitsfeier von zwei Aktivisten der Sonnenblumen-Bewegung und skandierten Ein-China-Parolen, so dass Polizeiverstärkung geholt werden musste.
Im August 2018 durchsuchte die Polizei Changs Haus und die CUPP-Zentrale, um Vorwürfen nachzugehen, dass die Partei illegal von offiziellen Stellen der Volksrepublik China finanziert werde. Chang bestritt die Vorwürfe und erklärte, dass er die Partei alleine aus den Erlösen seiner Unternehmen finanziere.
Am 7. April 2023 nahm die CUPP zusammen mit anderen Unabhängigkeitsgegnern an einer Protestveranstaltung am Flughafen Taiwan Taoyuan gegen die Kontakte zwischen Präsidentin Tsai Ing-wen und dem Sprecher des US-Repräsentantenhauses Kevin McCarthy teil.
Am 24. Mai 2023 organisierte die CUPP in Taipeh ein Bankett für mutmaßliche Yakuza-Mitglieder aus Okinawa. Das Bankett wurde durch 83 Polizisten überwacht, die in 162 Fällen Personenkontrollen durchführten. In der Presse kursierten Vermutungen, dass Chang An-lo die Einladung aufgrund der engen Verbindungen der japanischen Unterwelt zum taiwanischen Bambus-Geheimbund ausgesprochen hatte.

## Bewertung
Von Kritikern wird die Partei als ein Instrument der Pekinger Führung gesehen, mit dem diese Einfluss auf die taiwanische Politik nehmen will. Diese Einflussnahme soll in verschiedener Weise geschehen – durch kriminelle Unterwanderung und Destabilisierung der demokratischen Gesellschaft sowie durch Einschüchterung und Verunsicherung von politischen Gegnern mit zum Teil halbkriminellen Methoden. In derselben Weise waren beispielsweise auch Demokratieaktivisten und kritische Journalisten in Hongkong von organisierten Schlägertrupps der Triaden attackiert worden, die mutmaßlich in Verbindung mit amtlichen chinesischen Stellen standen. Der tatsächliche Einfluss der CUPP in der taiwanischen Politik gilt bisher als gering. Bei Wahlen erreichte sie weniger als 0,5 Prozent der Stimmen.